# アンフォールド・ザ・フューチャー
『アンフォールド・ザ・フューチャー』（Unfold the Future）は、スウェーデンのプログレッシブ・ロック・バンド、ザ・フラワー・キングスが2002年に発表した7作目のスタジオ・アルバム。

## 解説
オリジナル・ドラマーのハイメ・サラザールの脱退に伴い、ソルタン・チョースが新ドラマーに起用された。また、ペイン・オヴ・サルヴェイションのメンバーとして知られるダニエル・ギルデンロウが、ゲスト・ボーカリストとして参加した。
François Coutureはオールミュージックにおいて5点満点中3点を付け、アルバムの全体像に関して「このグループは一時的にハード・エッジなサウンドと戯れていたが、それはもう終わった。本作の音楽性は、よりジャズ色が強い」、31分に及ぶ「ザ・トゥルース・ウィル・セット・ユー・フリー」に関して「"Stardust We Are"や"Garden of Dreams"といった過去の大作よりも一貫性があり、コンサートでも重要な位置を占め、すぐにでもフラワー・キングスの代表曲とみなされるだろう」と評している。また、『CDジャーナル』のミニ・レビューでは「大作チューンをはさみつつ、時にジャジィだったりアヴァンギャルドだったりしつつ、2枚組のヴォリュームたっぷりに展開しまくる」と評されている。

## 収録曲
特記なき楽曲はロイネ・ストルト作。

### ディスク1
1. ザ・トゥルース・ウィル・セット・ユー・フリー "The Truth Will Set You Free" - 31:01
  - I. "Lonely Road"
  - II. "Primal Instincts"
  - III. "From the Sources"
  - IV. "Uphill"
  - V. "The Stars, the Sun, the Moon"
2. モンキー・ビジネス "Monkey Business" - 4:23
3. ブラック・アンド・ホワイト "Black and White" (Roine Stolt, Tomas Bodin) - 7:39
4. クリスティアンオペル "Christianopel" (R. Stolt, T. Bodin, Jonas Reingold, Zoltan Csörsz) - 8:16
5. サイレント・インフェルノ "Silent Inferno" - 14:21
6. ザ・ナヴィゲイター "The Navigator" (R. Stolt, T. Bodin) - 3:39
7. ヴォックス・フマナ "Vox Humana" - 4:44

### ディスク2
1. ジェニー・イン・ア・ボトル "Genie in a Bottle" - 8:09
2. ファスト・レーン "Fast Lane" (T. Bodin) - 6:33
3. グランド・オールド・ワールド "Grand Old World" - 5:26
4. ソール・ヴォルテクス "Soul Vortex" (R. Stolt, T. Bodin, J. Reingold, Z. Csörsz) - 4:38
5. ローリング・ザ・ダイス "Rollin' the Dice" (T. Bodin) - 5:00
6. ザ・デヴィルズ・ダンススクール "The Devil's Danceschool" (J. Reingold, Z. Csörsz) - 5:08
7. マン・オーヴァーボード "Man Overboard" - 3:45
8. ソリタリー・シェル "Solitary Shell" (R. Stolt, T. Bodin) - 2:50
9. デヴィルズ・プレイグラウンド "Devil's Playground" (R. Stolt, T. Bodin) - 25:26

#### ヨーロッパ限定盤(IOMLTDCD 112)ボーナス・トラック
1. "Too Late for Tomatoes" (R. Stolt, T. Bodin, J. Reingold, Z. Csörsz) - 7:02

## 参加ミュージシャン
- ロイネ・ストルト - リード・ボーカル、バッキング・ボーカル、ギター、キーボード
- ハッセ・フレベリ - リード・ボーカル、バッキング・ボーカル、ギター
- トマス・ボディーン - ピアノ、キーボード
- ヨナス・レインゴールド - ベース
- ソルタン・チョース - ドラムス
- ハッセ・ブルニウソン - パーカッション

ゲスト・ミュージシャン
- ダニエル・ギルデンロウ - リード・ボーカル、バッキング・ボーカル
- ウルフ・ヴァランデル - ソプラノ・サクソフォーン
- アンデルス・ベルグクランツ - トランペット